# Michelle Clunie
Michelle Clunie (Portland, Oregon 7 de novembre de 1969) és una actriu i ballarina de ballet estatunidenca.
Va créixer a Portland, i obtingué una beca on estudià a l'Academia Professional de Ballet per a després ballar amb la companyia en produccions originals amb la coreografia de Dennis Spaight.
Després de mudar-se a Los Angeles, va treballar com a coproductora de l'obra original anomenada A Comedy of Eros pel que va rebre el premi de la “Dramalogue Award” com a millor actriu. Va debutar al cinema amb Sospitosos habituals, per a després passar a treballar amb David Spade i Sophie Marceau en Lost and Found.
Entre les seues actuacions a la televisió figuren The Jeff Foxworthy Show, ER, Life with Roger i en The Chris Elliot Show. Ara bé, la seua participació en la sèrie televisiva Queer as Folk fou la que la dugué a un major reconeixement per part del públic, en aquesta sèrie interpreta el personatge de Melanie Marcus, una xica educada en una família jueva i companya sentimental a la sèrie de Lindsay Peterson, amb la que té dos fills, ella fa d'una advocada que s'implica en molts casos a on ha de defensar casos moltes voltes vinculats a la comunitat LGBT.
Entre les seues actuacions en el teatre figuren The Class of 1999 en el Tiffany Theatre igual que en el paper principal en Antigone. També va interpretar el paper de Nina en The Seagull, Maggie en After the Fall d'Arthur Miller, Nina en A Strange Interlude, i Maggie en Cat on a Hot Tin Roof. Clunie va fer el paper de la Nèmesi de Laura Dern en la pel·lícula original de Gemma Combs titulada Damaged Care.
També ha realitzat gires amb l'aclamada producció The Vagina Monologues.